# Burmaspigg
Burmaspigg (Indostomus paradoxus) är en fiskart som beskrevs av Prashad och Mukerji 1929. Burmaspigg ingår i släktet Indostomus och familjen Indostomidae. IUCN kategoriserar arten globalt som livskraftig. Inga underarter finns listade.